# The Drums
The Drums est un groupe de pop indépendante américain, originaire de Brooklyn, à New York. Il est composé de membres provenant du groupe éphémère Elkland (précédemment Goat Explosion). Le groupe est composé du chanteur Jonathan Pierce, des guitaristes Jacob Graham et Adam Kessler et du batteur Connor Hanwick. Le groupe est actuellement signé sur les labels Moshi Moshi Records/Island Records (Royaume-Uni), Popfrenzy (AU) et Downtown Records (US).

## Biographie

### Formation
Les membres fondateurs Pierce et Graham se rencontrent alors qu'ils étaient enfants dans un camp d'été. Peu de temps après leur première rencontre, ils forment Goat Explosion, un groupe électro-pop qui donne des concerts en Amérique du Nord. Ils se séparent ensuite pour quelques années. Pierce forme le groupe de rock indépendant Elkland, qui devient rapidement remarqué et signé par Columbia Records. Graham créa Horse Shoes qui est signé par Shelflife Records. Mais tous deux fatigués de la musique électronique, ils décident de troquer les synthétiseurs contre les guitares, et forment The Drums à la fin 2008 à New York. Ils recrutent le batteur Connor Hanwick et l'ancien guitariste de Elkland, Adam Kessler.

### Débuts et suites

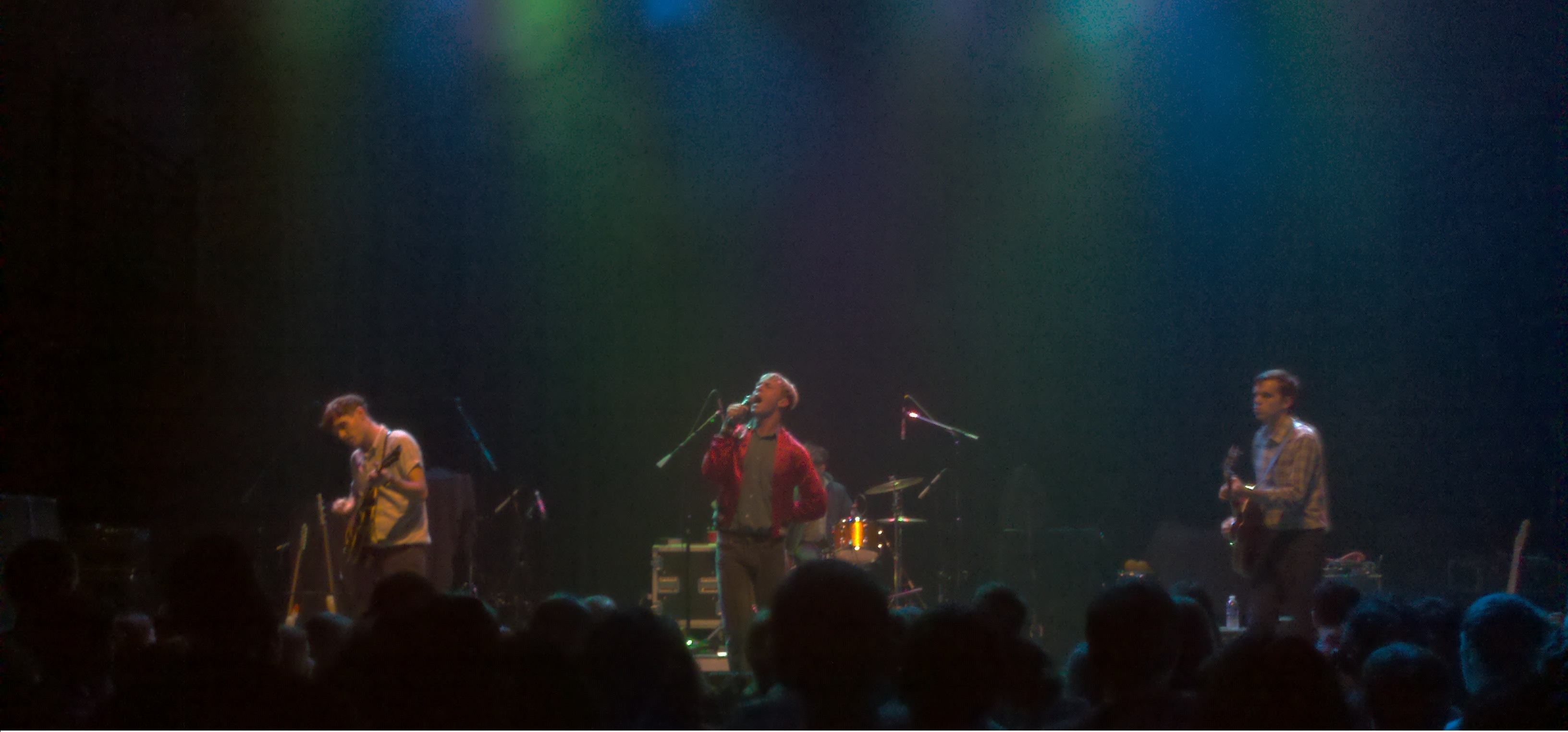
The Drums jouant au 9:30 Club en 2010.

En décembre 2009, le groupe faisait partie des 15 groupes du BBC Sound of 2010, classement des nouveaux talents les plus prometteurs. Ils se classent à la 5e place de ce classement le 4 janvier 2010. The Drums étaient aussi présent dans le numéro de décembre 2009/janvier 2010 de Cliché Magazine. L'article présentait une interview exclusive entre le rédacteur en chef Miguel Ángel Jimenez et le batteur Connor Hanwick. Dans le premier numéro de 2010 du magazine NME, le groupe est classé premier des « meilleurs bons plans » pour l'année 2010, tout comme dans Clash Magazine. The Drums sont élus Meilleur Espoir 2010 en 2009 par les lecteurs du magazine Pitchfork.
En février 2010, le groupe donne plusieurs concerts dans tous le Royaume-Uni, car il faisait partie de la tournée des NME Awards 2010, au côté de The Maccabees, Bombay Bicycle Club et The Big Pink. The Drums fait la première partie de la tournée Cosmic Love du groupe Florence and the Machine. En juin 2010, ils font la première partie de Kings of Leon à Hyde Park, Londres. Le 7 mai 2010, ils jouent Best Friend dans le Friday Night with Jonathan Ross. Adam Kessler, le guitariste, a quitté le groupe le 16 septembre 2010, alors que le groupe est en tournée aux États-Unis.
En 2014, le groupe réduit à la paire Jonathan Pierce et Jacob Graham publie l'album Encyclopedia.
Le 1er mars 2017, ils publient leur premier single, Blood Under My Belt, extrait de l'album Abysmal Thoughts. Jonny Pierce annonce la production d'un nouvel album. Jacob Graham annonce plus tard sur Instagram son départ. Leur quatrième album est publié le 16 juin 2017 au label ANTI-.

## Influences
Parmi ses plus grandes influences, le groupe cite The Smiths, Joy Division, The Wake, The Zombies, The Tough Alliance, The Legends, The Shangri-Las et Orange Juice. Mais ce sont bien les Boo Radleys et les Field Mice qui sautent aux oreilles lors des premières écoutes. Graham mentionna également que l'effet sonore de reverb en général avait joué un rôle majeur dans le son de The Drums. Il déclare « si la reverb n'avait pas existé, nous n'aurions même pas pris la peine d'essayer de monter un groupe. »

## Discographie

### Albums studio
- 2009 : Summertime! (Ep) (Moshi Moshi)
- 2010 : The Drums (Moshi Moshi / Island Records) (UK #16 AUS ; #52[10])
- 2011 : Portamento (Moshi Moshi / Island Records)
- 2014 : Encyclopedia (Minor Records)
- 2017 : Abysmal Thoughts (ANTI- Records)
- 2019 : Brutalism (ANTI- Records)
- 2023 : Jonny (ANTI- Records)

### Compilations
- 2021 : Mommy Don’t Spank Me (Island Records) (Faces B, raretés et remixes)

### Singles
- 2009 : Let's Go Surfing
- 2009 : I Felt Stupid
- 2010 : Best Friend
- 2010 : Forever and Ever Amen
- 2011 : The New World
- 2011 : Money
- 2014 : Magic Mountain
- 2017 : Blood Under My Belt

## Vidéographie
- 2009 : Let's Go Surfing (réalisé par David Fishel)
- 2010 : I Felt Stupid (réalisé par Chris Moukarbel et Valerie Veatch)
- 2010 : Best Friend
- 2010 : Forever and Ever, Amen
- 2010 : Down by the Water  (réalisé par Brian et Brad Palmer)
- 2010 : Me and the Moon
- 2011 : Money